# Matthias Paul (Schauspieler)
Matthias Paul (* 15. Juli 1964 in Frankfurt (Oder)) ist ein deutscher Regisseur und Schauspieler.

## Leben
Matthias Paul lebt seit 1972 in Berlin. Nach der Schule absolvierte er eine Lehre als Flugzeugmechaniker am Flughafen Berlin-Schönefeld. Später ging er zum Fernsehen der DDR und arbeitete als 1. Kamera-Assistent. 1987 bis 1991 studierte er an der Hochschule für Schauspielkunst „Ernst Busch“ Berlin. 1996 besuchte er den Actors-Workshop bei Eric Morris in Los Angeles.
Paul arbeitet auch als Schauspieler und Moderator, spricht Hörbücher und stand als Sänger von Chansons und Liebesballaden auf der Bühne. 1999 spielte er eine Hauptrolle in der Actionserie Die Motorrad-Cops – Hart am Limit. Seit 2009 arbeitet er als Regisseur für das Fernsehen, vorwiegend für Soaps.
Seit September 2006 ist er verheiratet und lebt bei Berlin.

## Theater
- 1989: Der Lohndrücker (Deutsches Theater Berlin)
- 1991: Das Wintermärchen (Schaubühne am Lehniner Platz Berlin)
- 1992: Leonce & Lena (Theater Kampnagel Hamburg)
- 1992: Der Cassernower (Kleine Bühne Das Ei am Friedrichstadtpalast Berlin)
- 1992: Penthesilea (Kleist-Theater Frankfurt (Oder))
- 1992: Frühlingserwachen (Berliner Kammerspiele)
- 1993: Michael Kohlhaas (Kleist-Theater Frankfurt (Oder))
- 1993: Hase Hase (Kleist-Theater Frankfurt (Oder))
- 1993: Exekutor 14 (Kleist-Theater Frankfurt (Oder))
- 1994: Romeo & Julia (Kleist-Theater Frankfurt (Oder))

## Filmografie

### Darsteller
- 1990: Bronsteins Kinder
- 1992: Zorc-Tim
- 1993: Fahrschule Kampmann
- 1994: Feuerbach
- 1995: Coeur pour coeur, dent pour dent
- 1995: Les Alsaciens/Die Elsässer
- 1995: Eine Frau wird gejagt
- 1995: Kinder der Nacht
- 1996: Boom Baby Boom
- 1996: Hollister
- 1997: Die Geliebte – Jedes Ende ist ein neuer Anfang
- 1997: Dumm gelaufen
- 1997: Lisa Falk, Anwältin
- 1997: Ritter der Lüfte
- 1998: Der Kronzeuge (Pilotfilm der Serie Medicopter 117)
- 1998: Einfach Klasse…
- 1998: SK-Babies (Fernsehserie, Folge Der Ausbrecher)
- 1999: In aller Freundschaft (Fernsehserie)
- 1999–2000: Die Motorrad-Cops – Hart am Limit (Fernsehserie, 23 Folgen)
- 1999, 2002: Alarm für Cobra 11 – Die Autobahnpolizei (Fernsehserie, 2 Folgen)
- 2003: Der Zauberstein
- 2003: Ei verbibbsch
- 2003: Die Rosenheim-Cops (Fernsehserie, Folge Die sündige Sennerin)
- 2004: Das Kommando
- 2004: Sabine! (Fernsehserie, 7 Folgen)
- 2004: Sharia-Gods Law
- 2004: Siska (Fernsehserie, Folge Zuerst kommt die Angst)
- 2006–2007: Schmetterlinge im Bauch (Soap, 6 Folgen)
- 2007: Spielzeugland
- 2007–2008: Rote Rosen (Soap)
- 2008: Rosamunde Pilcher: Entscheidung des Herzens
- 2010: Schloss Einstein (Fernsehserie, 6 Folgen)
- 2014: Große Fische, kleine Fische
- 2015: Nord bei Nordwest (Folge: Der wilde Sven)
- 2018: Tatort: Die robuste Roswita
- 2018: Das Joshua-Profil
- 2018: Happiness
- 2021: Käthe und ich: Das Adoptivkind

### Regie
- 1997: Schrei leise (Kurzfilm)
- 1998: The Real Psycho (Kurzfilm)
- 2009–2010: Verbotene Liebe
- 2009–2016: Gute Zeiten, schlechte Zeiten
- 2010–2011: Anna und die Liebe
- 2010–2013: Alles was zählt